# Пинчук, Николай Фёдорович
Никола́й Фёдорович Пинчук (род. 19 декабря 1942, Киев) — советский футболист, нападающий.

## Карьера
Пинчук — воспитанник «Динамо» Киев, играл как за молодёжный состав, так и за основной. В 1964 году он стал игроком днепропетровского «Днепра». Провёл за него 187 матчей и забил 35 голов. Последние годы карьеры выступал в Житомире.